# Budeni, Giurgiu
Budeni este un sat în comuna Comana din județul Giurgiu, Muntenia, România. Are o populatie de 965 locuitori, și a fost pomenit pentru prima dată în documente în secolul al XV-lea. Cea mai veche referire cunoscută este documentul din 1526 de la Radu Voevod, urmat cronologic de înscrisul din 1597 prin care Mihai Viteazul întărește cumpărarea unei otcine (moșie moștenită pe linie patriliniară) la Gălășești de la „Stanciu din Budeni”. În 1600, Mihai Viteazul dăruiește jupanului Grama satul Florești pe râul Sabar și Budeni pe râul Câlniștea. La acea dată Budeni exista ca sat așezat pe o moșie boierească, sat care fie prin cumpărare, fie prin trecere pe seama domniei, avea să ajungă în stăpânirea lui Matei Basarab. Acesta, la rândul său, l-a făcut danie mănăstirii Comana. Satul are în prezent șapte străzi: Strada Conacului, Strada Neajlovului, Strada Scolii, Strada Lisitei, Strada Varlarului, Strada Sioiului și Strada Malu Spart.
În Marele Dicționar Geografic, scris de George Ioan Lahovary, satul Budeni este descris ca fiind un cătun, pendinte de comuna Comana, plasa Câlniștei, județul Vlasca, situat pe coasta dreaptă a râului Câlniștea, proprietatea mănăstirii Comana. Acest catun este situat pe loc mlăștinos, provenit din revărsările Câlniștei. În 1864 au fost improprietăriți aici, cu 385 de hectare de pământ, 120 de foști clăcași, iar in 1882 a fost construită o biserică din cărămidă, aparținând de parohia Comana, aflata la 3 kilometri depărtare.
În partea de est a satului este fosta vilă a lui Mihail Kogălniceanu, fost arendaș al terenurilor mănăstirii Comana, în prezent găzduind restaurantul Infinity Garden Events. La intrarea în localitate dinspre Grădiștea, se află Aerodromul Comana, dupa care urmează noua bază sportivă aflată în construcție, ferma piscicolă Comana, stația de carburanți NMI și restaurantul La lebădă. In apropierea restaurantului se afla debarcaderul unde pot fi închiriate caiace sau pot fi folosite caiacele proprii pentru plimbări pe balta Comana. În aceeași zonă a localității se află administrația Parcului Natural Comana. În partea de vest a localității se află Blissful Garden, un nou spațiu pentru evenimente. 
La câțiva kilometri de la ieșirea spre satul Brăniștari se afla mănăstirea Delta Neajlovului ctitorită la începutul anilor 2000 de arhimandritul Irineu, la acea vreme stareț al mănăstirii Comana. 
Din Bucuresti se poate ajunge în Budeni și Comana cu microbuzele companiei C-I care are curse regulate Bucuresti - Budeni - Comana si retur. 